# Pierre Fluck
Pierre Fluck, né le 29 octobre 1947, est un universitaire français, spécialiste de géologie de la profondeur, de métallogénie, d'histoire des techniques et d'archéologie industrielle (Moyen-âge - XXe siècle). Membre de l'Institut universitaire de France, il est professeur à l'université de Haute-Alsace, où il fonde en 1993 le Centre de recherche sur les économies, les sociétés, les arts et les techniques (CRESAT). Il est l'auteur de plus de 550 publications scientifiques, dont une trentaine d'ouvrages sur la géologie, la minéralogie, la gîtologie, l'archéologie et le patrimoine industriel. En 1975, il crée avec G. Lagarde une revue sous l’égide du CAES du CNRS qui deviendra plus tard les Éditions du Patrimoine minier. Il est à l’origine de la bibliothèque de la Fédération Patrimoine minier, qui regroupe  plus de 14 000 ouvrages spécialisés. Il est membre de l’Académie des sciences, lettres et arts d’Alsace et a été lauréat de Fond’Action Alsace. Baryton à ses heures, il aime interpréter des Lieder, des airs d’opéra ou d’oratorios.
La Commission internationale des noms et nouveaux noms de minéraux nomme en son honneur, en 1978, un arséniate de calcium et de manganèse découvert pour la première fois à Sainte-Marie-aux-Mines : la fluckite.

## Carrière universitaire
La carrière de P. Fluck connait plusieurs tournants : des sciences de la Terre, il s’oriente vers l'histoire, puis l'archéologie des techniques, enfin vers l'archéologie industrielle. De chercheur au CNRS à l’université de Strasbourg, il devient enseignant-chercheur. Le fil conducteur qui relie ces différentes étapes s'inscrit dans la logique de l’interdisciplinarité.
Sa formation de base est celle de géologue de la profondeur, il s’attache à comprendre les transformations profondes de la croûte terrestre, aboutissant à une interprétation neuve de la géodynamique de la chaîne varisque dans le segment formé par les deux massifs des Vosges et de la Forêt-Noire (thèse de troisième cycle puis thèse d’État). Parallèlement, il développe des recherches dans le domaine de la genèse des concentrations filoniennes polymétalliques. En arpentant le monde souterrain des mines anciennes, il acquiert l’intime conviction que seule une approche interdisciplinaire se révèle féconde dans le domaine des ressources minérales et des logiques de leur exploitation. Avec quelques chercheurs, il jette ainsi les bases de l’archéologie minière et métallurgique en Europe. Quelques années de préparation d’une thèse d’histoire à Paris I, et son détachement à l’EHESS, ont consolidé sa double formation de géologue et de chercheur dans le domaine des sciences historiques.
Après un intermède à l’Université de technologie de Belfort-Montbéliard où il contribue à animer un centre de recherche en paléométallurgie, il est nommé professeur d'histoire des techniques et d'épistémologie à l'université de Haute-Alsace. Il y créé un centre de recherches autour de l'histoire et de l'archéologie industrielles (le CRESAT), en s’appuyant aussi sur le potentiel local (une région à forte charge patrimoniale en rapport avec le monde de l'industrie, les plus beaux musées techniques d'Europe et enfin la bibliothèque de la Société industrielle de Mulhouse) pour développer un enseignement et des recherches dans le domaine de l'archéologie industrielle, qui faisaient défaut en France. Pour acquérir le savoir requis pour une telle mission encouragée par son intégration en 2010 à l'Institut universitaire de France, il visite des milliers de sites industriels dans le monde. Auteur de plus de 550 publications, il a aussi assuré plusieurs centaines de conférences, encadré de nombreux doctorants, effectué de multiples sorties sur le terrain à l’adresse d’étudiants, de chercheurs ou de publics variés. Il a dirigé depuis 1982 plusieurs dizaines de campagnes de fouilles archéologiques.

## Publications
(janvier 2019).
- P. FLUCK et R. WEIL - Gîtes minéraux de la France, II : Géologie des gîtes minéraux des Vosges et des régions limitrophes. Mém. B.R.G.M., 87, 1975, 187 p.
- Métamorphisme et magmatisme dans les Vosges moyennes d'Alsace. Contribution à l'histoire de la chaîne varisque. Sciences Géologiques, Mém., 62, 1980, 248 p.
- (en coll. avec B. ANCEL), Une exploitation minière du XVIe siècle dans les Vosges. Documents d'Archéologie Française, 16, 1988, 123 p.
- (en coll.), La Mine, mode d'emploi (fac-similé commenté des dessins d'Heinrich Groff). Gallimard, coll. « Découvertes Gallimard Albums » Documents, 1992
- (en coll.), The Vosges massif, in "Pre-Mesozoic Geology in France and related areas", Springer Verlag, 1994, pp. 416–425
- Sainte-Marie-aux-Mines, les mines du rêve. Une monographie des mines d'argent. Editions du Patrimoine Minier, Soultz, 2000, 204 p.
- Les belles fabriques. Un patrimoine pour l'Alsace. Do Bentzinger éd., Colmar, 2002, 288 p.
- (en coll. avec L. FLUCK-STEINBACH), L'archéologie industrielle. B.T. Freinet 1155, PEMF éd., 2004
- P. FLUCK (sous la direction de), DMC patrimoine mondial, Do Bentzinger éd., Colmar, 117 p. + 48 pl.
- (en coll.), De la Fonderie à l’Université 1826-200 : SACM, quelle belle histoire ! La Nuée Bleue éd., 2007, 176 p.
- (en coll. avec A. FLUCK), Wesserling : l’Eden du textile. Do Bentzinger éd., Colmar, 2008, 160 p.
- Mulhouse trésors d’usines, Le Verger éd., Barr, 2011 (avec le concours de J-M Lesage).
- Les cheminements parallèles de deux villes industrielles : Mulhouse (Alsace) et Chemnitz (Saxe), Twin cities (A. IMMELE coord.), volume II. Kunsthalle Mulhouse éd., 2012
- Antoine-Grimoald Monnet, Voyages. Aventures minéralogiques au siècle des Lumières. Neuf manuscrits annotés et commentés par Pierre Fluck, Editions du Patrimoine Minier & Do Bentzinger éd., 616 p., 2012
- (en coll.), Montesquieu, Œuvres complètes, tome 10 « Mes voyages », sous la direction de Jean EHRARD, Lyon - Paris, ENS Éditions/Classiques Garnier, 2012
- P. FLUCK (sous la direction de), Nouvelle édition de l’ouvrage de F. LIEBELIN « Mines et Mineurs du Rosemont », Ed. du Patrimoine Minier, 368 p., 2015.
- P. FLUCK, Manuel d’archéologie industrielle, préface de D. WORONOFF, Ed. Hermann, 400 p., 2017
- P. FLUCK, «Le débordement patrimonial, ou la juste place du patrimoine », in Dialogues Mulhousiens, n°1, Patrimoine(s), Journées Doctorales Humanités 2017, décembre 2017, p. 9-25 ().
- P. FLUCK, Trésors d'usines en Alsace, Éditions Forcopar/Éditions du patrimoine minier, 76 p., 2019
- P. FLUCK, Johann-Wolfgang von Goethe et la minéralogie : une passion totale, in Goethe, le mythe et la science. Regards croisés dans les littératures européennes, 2019, colloques en ligne, ()
- P. FLUCK, La colline aux cent tourelles : le Rebberg à Mulhouse, Le Verger éd., 224 p., 2022
- P. FLUCK, Essai sur le patrimoine des sciences, Revue en ligne "Alliage : Culture-Science-Technique", 2024, 84. hal-04754104, 33 p.

## Décorations
- Chevalier de la Légion d'honneur 14 juillet 2019[3].
- Distingué Personne d'Or par "Le Geste d'Or", Paris, 21 novembre 2024
- Nommé Citoyen d'Honneur de la Ville de Ste-Marie-aux-Mines, 10 janvier 2025